# 马登峰
马登峰（1952年—），新疆呼图壁人，回族，中华人民共和国政治人物、第十一届全国人民代表大会新疆地区代表。
毕业于新疆昌吉教育学院政治理论专业，是中共党员。担任新疆维吾尔自治区昌吉州人大常委会主任。2008年起担任全国人大代表。